# 西川孝一
西川孝一（にしかわ こういち、1949年〈昭和24年〉4月21日 - ）は、日本の農水官僚。農林水産省生産局長や、農業・食品産業技術総合研究機構副理事長などを歴任した。

## 来歴
九州大学農学部卒業後、1972年（昭和47年）、農林省入省。
- 1981年4月：科学技術庁計画局資源課長補佐
- 1983年4月：農蚕園芸局企画課企画官
- 1984年：農蚕園芸局企画課課長補佐(転作班担当)
- 1987年4月：石川県農林水産部参事
- 1988年4月：石川県農林水産部構造政策推進課長
- 1990年4月：農蚕園芸局肥料機械課課長補佐(総括)
- 1991年6月：農蚕園芸局果樹花き課課長補佐(総括及び企画班担当)

- 1992年（平成4年）9月：農林水産省大臣官房企画室技術調整室長[1]
- 1999年（平成11年）：経済局統計情報部管理課長[1]
- 2001年（平成13年）：生産局農産振興課長[1]
- 農林水産技術会議事務局研究総務官
- 2003年（平成15年）：東海農政局長[1]
- 2004年（平成16年）：農林水産技術会議事務局長[1]
- 2005年（平成17年）：生産局長[2]
- 2007年（平成19年）：農業・食品産業技術総合研究機構副理事長[3]

公益財団法人日本特産農作物種苗協会理事長、一般財団法人日本花普及センター会長、全国花育活動推進協議会会長なども歴任した。
2019年（平成31年）、春の叙勲で瑞宝中綬章を受章。